# 下薩桑德拉區 (科特迪瓦)
5°30′N 6°40′W / 5.500°N 6.667°W
下薩桑德拉區是科特迪瓦的14個行政區之一，位於該國西南部，成立於2011年，首府設於聖佩德羅，面積25,800平方公里，2014年人口2,280,548，人口密度每平方公里88人。